# 다크펫
다크펫은 3세대의 처음 등장한 포켓몬이다.

## 해설
버려진 가여운 인형의 원념이 깃들어 포켓몬이 되었다. 자신의 몸을 바늘로 상처 낼 때 강한 저주 에너지가 발생한다. 입을 열면 저주의 에너지가 빠져나간다. 자신을 버린 아이를 찾고 있다.

## 메가다크펫
다크펫이 메가진화한 포켓몬.

### 해설
다크펫이 메가진화한 포켓몬. 다크펫일 때 닫혀 있던 지퍼가 열려 억눌려 있던 에너지가 해방되었다. 강력한 파워를 쓸 수 있다.

## 어둠대신
어둠대신은 다크펫의 진화 전 포켓몬이다.

### 해설
뾰족 솟은 머리의 뿔로 인간의 마음을 캐치한다. 뿔로 매우 좋아하는 원한과 질투 등의 어둡고 슬픈 감정을 먹는다. 한밤중에 활발하게 활동한다.